# Peyrat-la-Nonière
Peyrat-la-Nonière là một xã thuộc tỉnh Creuse trong vùng Nouvelle-Aquitaine miền trung nước Pháp. Xã này nằm ở khu vực có độ cao trung bình 450 mét trên mực nước biển.

## Địa lý
Thị trấn nằm bên hai bờ sông Voueize, cự ly 10 dặm (16 km) về phía bắc Aubusson, tại giao lộ các tuyến đường D4, D54 và D993.
Sông Tardes tạo thành phần lớn ranh giới phía đông thị trấn.

## Dân số
| 1962                                                        | 1968 | 1975 | 1982 | 1990 | 1999 | 2005 |
| ----------------------------------------------------------- | ---- | ---- | ---- | ---- | ---- | ---- |
| 689                                                         | 786  | 663  | 609  | 506  | 499  | 514  |
| Số liệu điều tra dân số từ năm 1962 Dân số chỉ tính một lần |      |      |      |      |      |      |

## Địa điểm nổi bật
- Nhà thờ, từ thế kỷ 12.
- Phế tích nhà thờ Bonlieu.
- Lâu đài Chiroux.
- Hai lâu đài Mazeau và Voreille.
- Nhà thờ thế kỷ 16.
- Cầu cổ bắc qua sông Tardes.